# Eberhard Greiser
Eberhard Greiser (* 18. November 1938 in München; † 6. Juli 2023 in Almuñécar, Andalusien, Spanien) war ein deutscher Arzt und Epidemiologe. Er gilt als Pionier der modernen Epidemiologie und Präventionsforschung und als Vorkämpfer für die Arzneimittelsicherheit in Deutschland.

## Leben
Eberhard Greiser studierte nach seinem Abitur 1958 am Friedrich-Ebert-Gymnasium (Hamburg) von 1958 bis 1965 Humanmedizin an der Universität Hamburg und an der Freien Universität Berlin. Die Approbation zum Arzt erhielt er 1967. Von 1967 bis 1975 arbeitete er als wissenschaftlicher Assistent am Institut für Biometrie und medizinische Dokumentation der Medizinischen Hochschule Hannover. Seine Habilitationsschrift aus dem Jahr 1975 befasste sich mit den unerwünschten Wirkungen des Appetithemmers Menocil (Substanz Aminorex) auf den Lungenkreislauf. Von 1975 bis 1981 war er Leiter der Abteilung für medizinische Statistik und Epidemiologie des Diabetes-Forschungsinstitutes (seit 1999 Deutsches Diabetes-Zentrum) an der Universität Düsseldorf. 1980 wurde er zum außerplanmäßigen Professor an der Medizinischen Fakultät der Universität Düsseldorf ernannt, 1988 zum Universitäts-Professor (C4) für das Fachgebiet „Medizinische Statistik und Epidemiologie“ der Universität Bremen. 1981 gründete er das außeruniversitäre Bremer Institut für Präventionsforschung und Sozialmedizin (BIPS, seit 2012 Leibniz-Institut für Präventionsforschung und Epidemiologie), dessen Direktor er bis zu seiner Emeritierung 2004 war. Er starb am 6. Juli 2023 im Alter von 84 Jahren in Almuñécar.

## Arbeits- und Forschungsschwerpunkte

### Arzneimittelsicherheit
Im Jahr 1968 kritisierte Greiser Defizite in der Arzneimittelsicherheit infolge unzulänglicher Regelungen der Arzneimittelzulassung und der Marketingpraktiken pharmazeutischer Hersteller.

#### „Menocil“
Greiser machte im Dezember 1968 auf die fragwürdigen Umstände bei der Zulassung und der zögerlichen Marktrücknahme des Appetithemmers „Menocil“ (Substanz: Aminorex) der Firma Cilag-Chemie (heute: Janssen-Cilag) in der Schweiz, in Österreich und in Deutschland aufmerksam. Insbesondere kritisierte er die unzureichende Reaktion der Arzneimittelkommission der deutschen Ärzteschaft und ihre Industrienähe angesichts der sich abzeichnenden Gesundheitsschäden durch Menocil. In der Folge forschte er über den ursächlichen Zusammenhang zwischen Aminorex und der pulmonalen Hypertonie.

#### „Bewertender Arzneimittel-Index“ / „Greiser-Liste“
Greiser gab in den Jahren 1981 und 1983 zwei Bände eines „Bewertenden Arzneimittel-Index“ heraus („Greiser-Liste“). Darin bewerteten unabhängige Experten Arzneimittel auf wissenschaftlicher Grundlage hinsichtlich ihrer therapeutischen Wirksamkeit und ihrer unerwünschten Wirkungen. Ziel waren Bereinigung des Arzneimittelmarktes und bessere Arzneimittelinformationen für Ärzte. Der Arzneimittelindex wurde mit Unterstützung des Bundesforschungsministeriums und des Bundesgesundheitsministeriums erstellt.

#### Hormontherapie in den Wechseljahren
Im August 2000 gelangte eine von Greiser verfasste Studie zur Hormontherapie (auch: Hormonersatztherapie) bei Frauen in den Wechseljahren vorzeitig an die Presse. Greiser stellte ein erhöhtes Risiko für Brustkrebs und Gebärmutterkörperkrebs fest und er verwies auf Studien, die den damals propagierten präventiven Effekt der Hormontherapie für Herzinfarkt und Schlaganfall, für Schenkelhalsfakturen und für Morbus Alzheimer infrage stellten. Damit löste er scharfe Kritik auf Seiten gynäkologischer Fachgesellschaften und der Deutschen Krebsgesellschaft aus. Die im Jahr 2002 veröffentlichten Ergebnisse einer großen randomisierten Studie zur Hormontherapie bestätigte aber Greisers Annahme eines erhöhten Brustkrebsrisikos und einer negative Nutzen-Schaden-Bilanz für präventive Effekte.

### Public Health

#### Deutsche Herz-Kreislauf-Präventionsstudie
Greiser war federführend am Design, der Durchführung und der Auswertung der Deutschen Herz-Kreislauf-Präventionsstudie (DHP) beteiligt. Er untersuchte u. a. die die sozial ungleiche Verteilung der Risikofaktoren für Herz-Kreislauf-Krankheiten.

#### Arbeits- und Umweltepidemiologie
Weiterhin befasste er sich mit arbeits- und umweltepidemiologischen Themen, wie Lungenkrebs, Niedrigdosisradioaktivität Fluglärm und Glyphosat.